# Porter Peak
Der Porter Peak ist ein 824 m hoher Berg an der Davis-Küste des Grahamlands auf der Antarktischen Halbinsel. Er ragt unmittelbar südwestlich des Pilatus Peak aus dem westlichen Ende des Wright-Piedmont-Gletschers auf.
Das UK Antarctic Place-Names Committee benannte ihn 2016. Namensgeber ist der Flugzeugtyp Pilatus Porter PC-6 des Schweizer Flugzeugherstellers Pilatus Aircraft von 1959, der in den 1960er Jahren in Antarktika zum Einsatz kam.